# Liste der Bodendenkmale in Bad Bevensen
In der Liste der Bodendenkmale in Bad Bevensen sind alle Bodendenkmale der niedersächsischen Gemeinde Bad Bevensen aufgelistet. Die Quelle ist der Denkmalatlas Niedersachsen. Der Stand der Liste ist der 14. August 2024.

## Allgemein
In den Spalten finden sich folgende Informationen des Bodendenkmales :
- Lage        : geographische Koordinaten
- Bezeichnung : Bezeichnung lt. Denkmalatlas
- Beschreibung: Beschreibung lt. Denkmalatlas
- ID          : Objekt-ID
- Bild        : Bild, ggf. zusätzlich mit Link zu weiteren Fotos im Medienarchiv Wikimedia Commons.

## Bevensen
| Lage                        | Bezeichnung                    | Beschreibung | ID       | Bild           |
| --------------------------- | ------------------------------ | --- | -------- | -------------- |
| 53° 5′ 4″ N, 10° 35′ 28″ O  | Bevensen 6, Grabhügel          | Durchmesser ca. 10 Meter und Höhe ca. 2,60 Metern.                                                                                       | 32206614 | BW             |
| 53° 4′ 15″ N, 10° 35′ 47″ O | Bevensen 22, Grabhügel         | Durchmesser ca. 15 Metern und Höhe ca. 2 Metern. Mitte abgeflacht, Seite zur Straße abgesetzt und am Süd-Ost-Rand halbrunde Ausbuchtung. | 32208540 | BW             |
| 53° 4′ 17″ N, 10° 35′ 51″ O | Bevensen 23, Grabhügel         | Kräftig gewölbt, Durchmesser ca. 11 Meter und Höhe ca. 1 Meter.                                                                          | 32207188 | BW             |
| 53° 4′ 18″ N, 10° 35′ 49″ O | Bevensen 24, Grabhügel         | | 32207454 | BW             |
| 53° 5′ 7″ N, 10° 35′ 34″ O  | Bevensen 110, Buckelgräberfeld | | 32210370 | Weitere Bilder |
| 53° 5′ 22″ N, 10° 36′ 6″ O  | Bevensen 275, Grabhügel        | Durchmesser ca. 21 Meter und Höhe ca. 1,30 Meter, vom Weg angeschnitten.                                                                 | 32206615 | BW             |
| 53° 5′ 42″ N, 10° 36′ 12″ O | Bevensen 284, Grabhügel        | | 32207899 | BW             |

## Gollern
| Lage                        | Bezeichnung           | Beschreibung | ID       | Bild |
| --------------------------- | --------------------- | --- | -------- | ---- |
| 53° 5′ 50″ N, 10° 36′ 52″ O | Gollern 3, Grabhügel  | Kräftig gewölbt, Durchmesser ca. 12 Meter und Höhe ca. 1,00 Meter, neu umgebrochen.                                                       | 32210371 | BW   |
| 53° 5′ 45″ N, 10° 36′ 56″ O | Gollern 4, Grabhügel  | | 32207900 | BW   |
| 53° 5′ 50″ N, 10° 36′ 51″ O | Gollern 5, Grabhügel  | Kräftig gewölbt, Durchmesser ca. 17 Meter und Höhe ca. 1 Meter. Über 100 faust- bis kopfgroße Steine auf der Oberfläche.                  | 32208148 | BW   |
| 53° 5′ 28″ N, 10° 36′ 54″ O | Gollern 6, Grabhügel  | | 32207843 | BW   |
| 53° 5′ 28″ N, 10° 36′ 54″ O | Gollern 7, Grabhügel  | Länglich, flachgewölbt, Durchmesser ca. 9 Meter und Höhe 0,80 Meter.                                                                      | 32207845 | BW   |
| 53° 5′ 14″ N, 10° 39′ 12″ O | Gollern 17, Grabhügel | | 32206765 | BW   |
| 53° 5′ 53″ N, 10° 37′ 0″ O  | Gollern 21, Grabhügel | | 32207844 | BW   |
| 53° 5′ 52″ N, 10° 37′ 1″ O  | Gollern 22, Grabhügel | | 32208090 | BW   |
| 53° 5′ 49″ N, 10° 37′ 5″ O  | Gollern 23, Grabhügel | | 32208091 | BW   |
| 53° 5′ 13″ N, 10° 38′ 21″ O | Gollern 29, Grabhügel | Flachgewölbt, rund, Durchmesser ca. 10 Meter und Höhe ca. 0,30 Meter, an Südost-Seite durch Anlage einer Kartoffelmiete etwas beschädigt. | 32208092 | BW   |
| 53° 5′ 15″ N, 10° 38′ 22″ O | Gollern 30, Grabhügel | Flachgewölbt, rund, Durchmesser ca. 7 Meter und Höhe ca. 0,30 Meter.                                                                      | 32208354 | BW   |
| 53° 5′ 16″ N, 10° 38′ 18″ O | Gollern 31, Grabhügel | | 32208355 | BW   |
| 53° 5′ 11″ N, 10° 38′ 34″ O | Gollern 35, Grabhügel | Rest eines Grabhügels mit ehemaligem Durchmesser ca. 11 Meter und Höhe ca. 0,60 Meter, teilweise durch Sandgrube verschwunden.            | 32208356 | BW   |
| 53° 5′ 26″ N, 10° 36′ 59″ O | Gollern 46, Grabhügel | | 32208477 | BW   |
| 53° 4′ 54″ N, 10° 37′ 23″ O | Gollern 48, Grabhügel | Kräftig gewölbt, Durchmesser ca. 17 Meter und Höhe ca. 0,40 - 1,00 Meter, Ränder teils abgesetzt.                                         | 32206766 | BW   |

## Groß Hesebeck
| Lage                        | Bezeichnung                 | Beschreibung | ID       | Bild |
| --------------------------- | --------------------------- | --- | -------- | ---- |
| 53° 5′ 24″ N, 10° 36′ 53″ O | Groß Hesebeck 2, Grabhügel  | Flachgewölbte Kuppe, Durchmesser ca. 12 Meter und Höhe noch ca. 0,60 Metern, in der Mitte tiefe Eingrabung.                            | 32209170 | BW   |
| 53° 4′ 27″ N, 10° 37′ 41″ O | Groß Hesebeck 5, Grabhügel  | Kräftig gewölbt, Durchmesser 17 Meter und Höhe ca. 1,40 Meter. Oberfläche stark zerwühlt, mit Eingrabungsdelle, von Weg angeschnitten. | 32208478 | BW   |
| 53° 4′ 29″ N, 10° 37′ 41″ O | Groß Hesebeck 6, Grabhügel  | | 32208708 | BW   |
| 53° 4′ 28″ N, 10° 37′ 38″ O | Groß Hesebeck 7, Grabhügel  | Flach, linsenförmig, Durchmesser ca. 5 Meter und Höhe ca. 0,20 Meter, etwa die Hälfte vom Straßengraben abgeschnitten.                 | 32208709 | BW   |
| 53° 4′ 31″ N, 10° 37′ 37″ O | Groß Hesebeck 8, Grabhügel  | | 32208710 | BW   |
| 53° 4′ 24″ N, 10° 37′ 30″ O | Groß Hesebeck 13, Grabhügel | | 32206993 | BW   |
| 53° 4′ 20″ N, 10° 37′ 32″ O | Groß Hesebeck 14, Grabhügel | Flachgewölbt, rund, Durchmesser ca. 15 Meter und Höhe ca. 0,80 Meter.                                                                  | 32206994 | BW   |
| 53° 4′ 26″ N, 10° 37′ 38″ O | Groß Hesebeck 17, Grabhügel | | 32207263 | BW   |
| 53° 4′ 27″ N, 10° 37′ 37″ O | Groß Hesebeck 18, Grabhügel | | 32207264 | BW   |
| 53° 4′ 12″ N, 10° 37′ 14″ O | Groß Hesebeck 20, Grabhügel | Durchmesser ca. 22 Meter und Höhe ca. 1,80 Meter, in der Mitte große Raubgrabung.                                                      | 32206861 | BW   |
| 53° 4′ 15″ N, 10° 37′ 18″ O | Groß Hesebeck 24, Grabhügel | Flachgewölbt, Durchmesser ca. 22 Meter und Höhe ca. 1,20 Meter, Oberfläche stark zergraben.                                            | 32208149 | BW   |
| 53° 4′ 27″ N, 10° 37′ 38″ O | Groß Hesebeck 82, Grabhügel | | 32207265 | BW   |

## Jastorf
| Lage                        | Bezeichnung          | Beschreibung | ID       | Bild |
| --------------------------- | -------------------- | --- | -------- | ---- |
| 53° 2′ 24″ N, 10° 34′ 59″ O | Jastorf 1, Grabhügel | Rest eines großen runden Grabhügels, nur noch Teile des Randes vorhanden. Durchmesser ehemals wohl ca. 17 Meter, Höhe bis 1,10 Meter. | 32209171 | BW   |
| 53° 2′ 24″ N, 10° 34′ 58″ O | Jastorf 2, Grabhügel | Markante Rundkuppe, Durchmesser ca. 17 Meter und Höhe ca. 1,90 Meter, an Südost-Seite von Weg angeschnitten.                          | 32207118 | BW   |
| 53° 2′ 25″ N, 10° 35′ 0″ O  | Jastorf 3, Grabhügel | | 32207269 | BW   |
| 53° 2′ 28″ N, 10° 35′ 2″ O  | Jastorf 4, Grabhügel | Rest einer rundkuppigen Erhebung, Durchmesser etwa 9 Meter und Höhe ca. 0,50 Meter, etwa 1/3 sind zur Sandentnahme abgegraben.        | 32208150 | BW   |
| 53° 2′ 33″ N, 10° 35′ 7″ O  | Jastorf 5, Grabhügel | Markant, rund, Durchmesser ca. 8 Meter und Höhe ca. 1 Meter.                                                                          | 32208411 | BW   |
| 53° 2′ 32″ N, 10° 35′ 12″ O | Jastorf 6, Grabhügel | Durchmesser ca. 19 Meter und Höhe ca. 1,65 Meter.                                                                                     | 32208412 | BW   |

## Klein Bünstorf
| Lage                        | Bezeichnung                  | Beschreibung | ID       | Bild |
| --------------------------- | ---------------------------- | --- | -------- | ---- |
| 53° 3′ 49″ N, 10° 35′ 48″ O | Klein Bünstorf 1, Grabhügel  | Kräftig gewölbt, rund mit abgeflachter Oberfläche, Durchmesser ca. 19 Meter sowie Höhe ca. 1,20 Meter. | 32209582 | BW   |
| 53° 3′ 48″ N, 10° 35′ 46″ O | Klein Bünstorf 2, Grabhügel  | Markant, rund, Durchmesser ca. 22 Meter und Höhe ca. 1,9 Meter, tief ausgegraben, Oberfläche stark beschädigt. | 32210447 | BW   |
| 53° 3′ 46″ N, 10° 35′ 48″ O | Klein Bünstorf 3, Grabhügel  | | 32210833 | BW   |
| 53° 3′ 43″ N, 10° 35′ 46″ O | Klein Bünstorf 4, Grabhügel  | Flachgewölbt, Durchmesser ca. 14 Meter und Höhe ca. 0,6 Meter, Ränder laufen allmählich flach aus. | 32210834 | BW   |
| 53° 3′ 41″ N, 10° 35′ 47″ O | Klein Bünstorf 5, Grabhügel  | Flachgewölbt, Durchmesser ca. 12 Meter und Höhe ca. 0,6 Meter, Ränder laufen flach aus. Südlicher Rand deutlich abgesetzt. | 32209119 | BW   |
| 53° 3′ 39″ N, 10° 35′ 46″ O | Klein Bünstorf 6, Grabhügel  | Markant, rund, Durchmesser ca. 24 Meter und Höhe ca. 2 Meter, stark durchwühlt, am Westfuß acht große Findlinge. | 32209120 | BW   |
| 53° 3′ 39″ N, 10° 35′ 43″ O | Klein Bünstorf 7, Grabhügel  | Flachgewölbt, rund, Durchmesser ca. 9 Meter und Höhe noch 0,4 Meter, in der Mitte etwas eingesunken. | 32209363 | BW   |
| 53° 3′ 40″ N, 10° 35′ 43″ O | Klein Bünstorf 8, Grabhügel  | Flachgewölbt, länglich, Länge ca. 17 Meter, Breite ca. 11 Meter und Höhe ca. 1,3 Meter. | 32209364 | BW   |
| 53° 3′ 41″ N, 10° 35′ 41″ O | Klein Bünstorf 9, Grabhügel  | Markant, rund, Durchmesser ca. 19 Meter und Höhe ca. 2 Meter, Oberfläche stark durch Tiere zerwühlt. | 32209385 | BW   |
| 53° 3′ 41″ N, 10° 35′ 40″ O | Klein Bünstorf 10, Grabhügel | Flachgewölbt, länglich, Länge ca. 19 Meter, Breite ca. 14 Meter und Höhe ca. 1,25 Meter. | 32209386 | BW   |
| 53° 3′ 38″ N, 10° 35′ 39″ O | Klein Bünstorf 11, Grabhügel | Länglich, Länge ca. 21 Meter, Breite ca. 19 Meter und Höhe ca. 1,3 Meter. | 32209627 | BW   |
| 53° 3′ 39″ N, 10° 35′ 38″ O | Klein Bünstorf 12, Grabhügel | Flachgewölbt, rund, Durchmesser ca. 17 Meter und Höhe ca. 1,3 Meter, von Tieren etwas zerwühlt. | 32209626 | BW   |
| 53° 3′ 37″ N, 10° 35′ 40″ O | Klein Bünstorf 13, Grabhügel | Flachgewölbt, länglich (Nord-Süd ausgerichtet), Länge ca. 17 Meter, Breite ca. 11 Meter und Höhe ca. 0,4 Meter. | 32210119 | BW   |
| 53° 3′ 36″ N, 10° 35′ 37″ O | Klein Bünstorf 14, Grabhügel | Flachgewölbt, rund, Durchmesser ca. 21 Meter und Höhe ca. 1,35 Meter, Oberfläche unregelmäßig und am Südrand ein großer Steinhaufen. | 32210120 | BW   |
| 53° 3′ 38″ N, 10° 35′ 36″ O | Klein Bünstorf 15, Grabhügel | Flachgewölbt, Durchmesser ca. 20 Meter und Höhe ca. 1,1 Meter. | 32210601 | BW   |
| 53° 3′ 35″ N, 10° 35′ 33″ O | Klein Bünstorf 16, Grabhügel | Sehr flach, Durchmesser ca. 10 Meter und Höhe bis zu 0,3 Meter, Oberfläche sehr unregelmäßig und die Ränder laufen aus. | 32210868 | BW   |
| 53° 3′ 36″ N, 10° 35′ 33″ O | Klein Bünstorf 17, Grabhügel | Rund, Durchmesser ca. 16 Meter und Höhe ca. 0,9 Meter. | 32210869 | BW   |
| 53° 3′ 37″ N, 10° 35′ 32″ O | Klein Bünstorf 18, Grabhügel | Durchmesser ca. 6 Meter und Höhe ca. 0,2 Meter. | 32209413 | BW   |
| 53° 3′ 37″ N, 10° 35′ 34″ O | Klein Bünstorf 19, Grabhügel | Markant, rund, Durchmesser ca. 16 Meter und Höhe ca. 1,3 Meter. | 32209412 | BW   |
| 53° 3′ 38″ N, 10° 35′ 34″ O | Klein Bünstorf 20, Grabhügel | Rund, Durchmesser ca. 19 Meter und Höhe ca. 1,5 Meter. Ränder deutlich abgesetzt, in der Mitte durch großes, tiefes Ausgrabungsloch gestört. | 32209414 | BW   |
| 53° 3′ 40″ N, 10° 35′ 34″ O | Klein Bünstorf 21, Grabhügel | Markant, rund, Durchmesser ca. 24 Meter und Höhe ca. 1,9 Meter, ausgegraben, sodass heute ein hoher „Wallring“ steht, der fast bis zur Grabsohle von West nach Ost von Schnitt durchzogen wird.                                                                                   | 32209916 | BW   |
| 53° 3′ 39″ N, 10° 35′ 32″ O | Klein Bünstorf 22, Grabhügel | Sanft gewölbt, fast rund, Durchmesser ca. 26 Meter und Höhe ca. 1,4 Meter. | 32210010 | BW   |
| 53° 3′ 40″ N, 10° 35′ 29″ O | Klein Bünstorf 23, Grabhügel | Leicht oval, flachgewölbt, Durchmesser ca. 17 Meter und Höhe ca. 1,1 Meter. | 32210389 | BW   |
| 53° 3′ 41″ N, 10° 35′ 29″ O | Klein Bünstorf 24, Grabhügel | Rund, nach allen Seiten flach auslaufende Ränder, Durchmesser ca. 9 Meter und Höhe ca. 0,40 Meter. | 32209915 | BW   |
| 53° 3′ 42″ N, 10° 35′ 31″ O | Klein Bünstorf 26, Grabhügel | Kräftig gewölbt, rund, Durchmesser ca. 14 Meter und Höhe ca. 1 Meter, unbeschädigt. | 32210390 | BW   |
| 53° 3′ 42″ N, 10° 35′ 33″ O | Klein Bünstorf 27, Grabhügel | Markant, stark gewölbt, Durchmesser ca. 18 Meter und Höhe ca. 2 Meter, zerwühlt. | 32210644 | BW   |
| 53° 3′ 43″ N, 10° 35′ 30″ O | Klein Bünstorf 28, Grabhügel | Oval, Länge ca. 21 Meter, Breite ca. 15 Meter und Höhe durchschnittlich 1 Meter, ausgegraben (Raubgrabung), sodass rundherum noch ein niedriger Wall der ausgeworfenen Erde sichtbar ist. Auf dem Rande ein in zwei Teile gespaltener Findling aus sehr grob-bröckeligem Gestein. | 32210643 | BW   |
| 53° 3′ 44″ N, 10° 35′ 29″ O | Klein Bünstorf 29, Grabhügel | Kräftig gewölbt, Durchmesser ca. 18 × 12 Meter und Höhe ca. 1,3 Meter, durch verwachsenen Kopfstich gestört. | 32209059 | BW   |
| 53° 3′ 47″ N, 10° 35′ 29″ O | Klein Bünstorf 30, Grabhügel | Markant, rund, Durchmesser ca. 20 Meter und Höhe ca. 2 Meter, durch tiefen Kopfstich gestört. Wanderwege verlaufen über dem Hügel. | 32209060 | BW   |
| 53° 3′ 48″ N, 10° 35′ 28″ O | Klein Bünstorf 31, Grabhügel | Schwach gewölbt, Durchmesser ca. 14 Meter und Höhe ca. 1 Meter, im Osten anscheinend zwecks Sandentnahme angegraben. Oberfläche stark zerwühlt durch langes und tiefes Loch in Hügelmitte gestört.                                                                                | 32203129 | BW   |
| 53° 3′ 48″ N, 10° 35′ 30″ O | Klein Bünstorf 32, Grabhügel | Sanft gewölbt, Durchmesser ca. 12 Meter und Höhe ca. 1 Meter, nicht ganz regelmäßig und Kuppe durch Kopfstich gestört. | 32203130 | BW   |
| 53° 3′ 49″ N, 10° 35′ 33″ O | Klein Bünstorf 33, Grabhügel | Kräftig gewölbt, rund, Durchmesser ca. 13 Meter und Höhe ca. 1 Meter, östlicher Rand dellenförmig angegraben. | 32203131 | BW   |
| 53° 3′ 47″ N, 10° 35′ 33″ O | Klein Bünstorf 34, Grabhügel | Flachgewölbt, rund, Durchmesser ca. 12 Meter und Höhe ca. 0,8 Meter, im Norden von Weg angeschnitten. | 32203264 | BW   |
| 53° 3′ 45″ N, 10° 35′ 31″ O | Klein Bünstorf 35, Grabhügel | Sehr flachgewölbt, Durchmesser ca. 9 Meter und Höhe ca. 0,30 Meter, Oberfläche etwas unregelmäßig. | 32203265 | BW   |
| 53° 3′ 44″ N, 10° 35′ 33″ O | Klein Bünstorf 36, Grabhügel | Kräftig gewölbt, Durchmesser ca. 13 Meter und Höhe ca. 1,25 Meter, Öberfläche unebenmäßig. | 32203266 | BW   |
| 53° 3′ 44″ N, 10° 35′ 35″ O | Klein Bünstorf 37, Grabhügel | Kräftig gewölbt, Durchmesser ca. 14 Meter und Höhe ca. 1,1 Meter, durch länglichen Kopfstich gestört. | 32203508 | BW   |
| 53° 3′ 43″ N, 10° 35′ 34″ O | Klein Bünstorf 38, Grabhügel | Flachgewölbt, Durchmesser ca. 11 Meter und Höhe ca. 0,7 Meter mit Kopfstich. | 32203509 | BW   |
| 53° 3′ 42″ N, 10° 35′ 35″ O | Klein Bünstorf 39, Grabhügel | Kräftig gewölbt, langoval, Länge ca. 20 Meter, Breite ca. 11 Meter und Höhe ca. 1,4 Meter. Ränder deutlich abgesetzt. | 32203510 | BW   |
| 53° 3′ 42″ N, 10° 35′ 38″ O | Klein Bünstorf 40, Grabhügel | Markant, Durchmesser ca. 12 Meter und Höhe ca. 1,5 Meter, Kuppe abgeflacht. | 32204635 | BW   |
| 53° 3′ 43″ N, 10° 35′ 37″ O | Klein Bünstorf 41, Grabhügel | Sanft gewöbt und ziemlich bucklig, Durchmesser ca. 11 Meter und Höhe ca. 1 Meter. Nördlicher Rand scheint unregelmäßig abgegraben zu sein. | 32204636 | BW   |
| 53° 3′ 44″ N, 10° 35′ 37″ O | Klein Bünstorf 42, Grabhügel | Flachgewölbt, Durchmesser ca. 13 Meter und Höhe ca. 0,9 Meter. Oberfläche unregelmäßig. | 32204136 | BW   |
| 53° 3′ 44″ N, 10° 35′ 38″ O | Klein Bünstorf 43, Grabhügel | Flachgewölbt, Durchmesser ca. 5 Meter und Höhe ca. 0,25 Meter. | 32203299 | BW   |
| 53° 3′ 45″ N, 10° 35′ 37″ O | Klein Bünstorf 44, Grabhügel | Flachgewölbt, Durchmesser ca. 10 Meter und Höhe ca. 0,5 Meter. | 32203419 | BW   |
| 53° 3′ 46″ N, 10° 35′ 39″ O | Klein Bünstorf 45, Grabhügel | Kräftig gewölbt (Nord-Süd ausgerichtet), Länge ca. 17 Meter, Breite ca. 12 Meter und Höhe 1,2 Meter. Westliche Hügelseite etwas abgeflacht und Oberfläche unregelmäßig. | 32204637 | BW   |
| 53° 3′ 45″ N, 10° 35′ 40″ O | Klein Bünstorf 46, Grabhügel | Flachgewölbt, rund, Durchmesser ca. 12 Meter und Höhe ca. 0,8 Meter und unregelmäßiger Oberfläche. | 32203421 | BW   |
| 53° 3′ 44″ N, 10° 35′ 39″ O | Klein Bünstorf 47, Grabhügel | Flachgewölbt, Durchmesser ca. 10 Meter und Höhe ca. 0,6 Meter. | 32203420 | BW   |
| 53° 3′ 43″ N, 10° 35′ 39″ O | Klein Bünstorf 48, Grabhügel | Flachgewölbt, Durchmesser ca.11 Meter und Höhe ca. 0,8 Meter, am Rand Eingrabungsdelle. | 32203795 | BW   |
| 53° 3′ 44″ N, 10° 35′ 41″ O | Klein Bünstorf 49, Grabhügel | Markant, rund, Durchmesser ca. 12 Meter einer Höhe ca. 1,25 Meter und unregelmäßiger Oberfläche. | 32203298 | BW   |
| 53° 3′ 45″ N, 10° 35′ 41″ O | Klein Bünstorf 50, Grabhügel | Annähernd rund, Durchmesser ca. 10 Meter und Höhe ca. 0,8 Meter, Oberfläche stark zerwühlt. | 32203796 | BW   |
| 53° 3′ 45″ N, 10° 35′ 41″ O | Klein Bünstorf 51, Grabhügel | Linsenartig, Durchmesser ca. 6 Meter und Höhe ca. 0,3 Meter. | 32204046 | BW   |
| 53° 3′ 46″ N, 10° 35′ 43″ O | Klein Bünstorf 52, Grabhügel | Flachgewölbt, Lang, Länge ca. 19 Meter, Breite ca. 10 Meter und Höhe ca. 0,75 Meter. Westlicher Hügelrand durch Wegespur angeschnitten. | 32204045 | BW   |
| 53° 3′ 45″ N, 10° 35′ 45″ O | Klein Bünstorf 53, Grabhügel | Flachgewölbt, rund, Durchmesser ca. 13 Meter und Höhe ca. 0,6 Meter, in der Mitte leicht eingesunken. | 32204047 | BW   |
| 53° 3′ 53″ N, 10° 35′ 45″ O | Klein Bünstorf 55, Grabhügel | Durchmesser ca. 11 Meter und Höhe ca. 0,8 Meter, deutlich abgesetzt. | 32204284 | BW   |
| 53° 3′ 53″ N, 10° 35′ 42″ O | Klein Bünstorf 56, Grabhügel | Durchmesser ca. 13 Meter und Höhe ca. 0,9 Meter. | 32204285 | BW   |
| 53° 3′ 54″ N, 10° 35′ 41″ O | Klein Bünstorf 57, Grabhügel | Durchmesser ca. 21 Meter und Höhe ca. 1,25 Meter mit Kopfstich, am Südwest-Hang 2 faustgroße Feldsteine. Kuppe kräftig gewölbt. | 32204286 | BW   |
| 53° 3′ 55″ N, 10° 35′ 39″ O | Klein Bünstorf 58, Grabhügel | Flachgewölbt, Durchmesser ca. 10 Meter und Höhe ca. 0,8 Meter mit deutlichen Kopfstich. | 32204541 | BW   |
| 53° 3′ 55″ N, 10° 35′ 37″ O | Klein Bünstorf 59, Grabhügel | Flachgewölbt, Durchmesser ca. 21 Meter und Höhe ca. 1,2 Meter, mit Kopfstich. | 32204542 | BW   |
| 53° 4′ 5″ N, 10° 35′ 42″ O  | Klein Bünstorf 61, Grabhügel | Stark umgewühlt, Durchmesser ca. 7 Meter und Höhe bis 0,40 Meter und großen Löchern und Buckeln. | 32205145 | BW   |
| 53° 4′ 9″ N, 10° 35′ 42″ O  | Klein Bünstorf 62, Grabhügel | Flachgewölbt, rund, Durchmesser ca. 14 Meter und Höhe ca. 0,7 Meter. | 32208413 | BW   |
| 53° 3′ 39″ N, 10° 35′ 28″ O | Klein Bünstorf 79, Grabhügel | Flachgewölbt, Durchmesser ca. 14 Meter und Höhe ca. 0,6 Meter, Rand läuft flach aus. | 32203068 | BW   |
| 53° 3′ 36″ N, 10° 35′ 27″ O | Klein Bünstorf 80, Grabhügel | Ausgegrabener, mit erhaltenen Ring, der in das umgebenes Gelände übergeht. Durchmesser ca. 12 Meter und Höhe ca. 0,50 Meter. | 32208668 | BW   |

## Klein Hesebeck
| Lage                        | Bezeichnung                 | Beschreibung | ID       | Bild |
| --------------------------- | --------------------------- | --- | -------- | ---- |
| 53° 3′ 49″ N, 10° 36′ 44″ O | Klein Hesebeck 2, Grabhügel | Sehr markant, Durchmesser ca. 32 Meter und Höhe ca. 2,6 Meter, an südöstlicher Seite stark angegraben, an Südost-Seite stark angegraben.                                                     | 32203449 | BW   |
| 53° 3′ 50″ N, 10° 36′ 38″ O | Klein Hesebeck 3, Grabhügel | Kräftig gewölbt, Durchmesser ca. 23 Meter und Höhe ca.1,7 Meter, Oberfläche sehr uneben. | 32203451 | BW   |
| 53° 3′ 48″ N, 10° 36′ 39″ O | Klein Hesebeck 4, Grabhügel | Rundkuppig, Durchmesser ca. 19 Meter und Höhe ca. 0,9 Meter, Oberfläche unebenmäßig und auf dem westlichen Hügelbereich drei mittlere Findlinge. Kleine Eingrabung am westlichen Rand stört. | 32203450 | BW   |
| 53° 3′ 39″ N, 10° 35′ 59″ O | Klein Hesebeck 6, Grabhügel | Kräftig gewölbt, rund, Durchmesser ca. 21 Meter und Höhe ca. 1,2 Meter, stark von Kaninchen durchwühlt.                                                                                      | 32205677 | BW   |

## Medingen
| Lage                        | Bezeichnung                     | Beschreibung | ID       | Bild |
| --------------------------- | ------------------------------- | --- | -------- | ---- |
| 53° 5′ 16″ N, 10° 33′ 8″ O  | Medingen 5, Grabhügel           | Wölbäcker, flache, kuppige Erhebung im Durchmesser ca. 8 Meter und Höhe ca. 0,30 Meter, in der Mitte ausgehöhlt, Pfad führt von Ost und West darüber hinweg. | 32208669 | BW   |
| 53° 5′ 20″ N, 10° 32′ 50″ O | Medingen 7, Grabhügel           | Kräftig gewölbt, Durchmesser ca. 12 Meter und Höhe ca. 1,4 Meter. Rand scharf abgesetzt, Mitte etwas eingesunken. | 32208669 | BW   |
| 53° 5′ 20″ N, 10° 32′ 48″ O | Medingen 8, Grabhügel           | | 32209506 | BW   |
| 53° 5′ 20″ N, 10° 32′ 48″ O | Medingen 9, Grabhügel           | Flachgewölbt, Durchmesser ca. 5 Meter und Höhe ca. 0,2 Meter. Oberfläche stark zerwühlt. | 32203817 | BW   |
| 53° 5′ 19″ N, 10° 32′ 49″ O | Medingen 10, Grabhügel          | | 32210252 | BW   |
| 53° 5′ 18″ N, 10° 32′ 50″ O | Medingen 11, Grabhügel          | Halb ausgegraben, Durchmesser ca. 13 Meter und Höhe ca.1,4 Meter, Kuppe kräftig gewölbt und die Mitte eingedellt. Südwestlicher Teil abgegraben. | 32203070 | BW   |
| 53° 6′ 0″ N, 10° 34′ 2″ O   | Medingen 14, Grabhügel          | Flach gewölbt, Durchmesser ca. 12 Meter und Höhe ca. 0,7 Meter. Kuppe stark abgeflacht und Oberfläche stark unregelmäßig. Hügelmitte weist Delle auf. | 32205146 | BW   |
| 53° 5′ 59″ N, 10° 34′ 5″ O  | Medingen 15, Grabhügel (Rießel) | Flachgewölbte Kuppe, Durchmesser ca. 12 Meter und Höhe ca. 0,50 Meter, Oberfläche stark zergraben. | 32207309 | BW   |
| 53° 5′ 27″ N, 10° 34′ 41″ O | Medingen 17, Grabhügel          | Sanft gewölbt, Durchmesser ca. 20 Meter und Höhe von ca. 1,2-1,7 Meter, von Weg überzogen und am Westrand bei Rodung überpflügt. | 32207310 | BW   |
| 53° 5′ 39″ N, 10° 34′ 51″ O | Medingen 18, Grabhügel          | Flachgewölbt, Durchmesser ca. 15 Meter und Höhe ca. 1,1-1,7 Meter, am südwestlichen Rand von Waldweg leicht angeschnitten. | 32207311 | BW   |
| 53° 5′ 40″ N, 10° 34′ 52″ O | Medingen 19, Grabhügel          | Durchmesser ca. 15 Meter und Höhe ca. 1,3 Meter mit abgeflachter Kuppe. | 32207675 | BW   |
| 53° 6′ 6″ N, 10° 35′ 22″ O  | Medingen 20, Grabhügel          | Durchmesser ca. 17 Meter und Höhe ca. 1,1-2 Meter mit flach auslaufendem Hügelrand, von alten Wegespuren überzogen. | 32207676 | BW   |
| 53° 5′ 21″ N, 10° 32′ 52″ O | Medingen 39, Schalenstein       | Schälchenstein aus Granit mit fünf flachen Schälchen (Dm. 4-6 cm, T. 1 cm). L. 1,6 m, Br. 1,3 m und H. 0,6 m. Stein beim Bau des Elbe-Seiten-Kanals umgesetzt. Stammt ursprünglich vom Hügelgräberfeld in der Trasse des Elbe-Seiten-Kanals bei Ripdorf (Hafengelände). Vermutlich aus der Bronzezeit. | 32203818 | BW   |
| 53° 5′ 21″ N, 10° 32′ 54″ O | Medingen 40, Schalenstein       | | 32203819 | BW   |
| 53° 6′ 31″ N, 10° 34′ 59″ O | Medingen 42, Grabhügel          | Flachgewölbt, Durchmesser ca. 9 Meter und Höhe vn ca. 0,4 Meter. Ränder laufen flach aus. | 32207677 | BW   |
| 53° 6′ 10″ N, 10° 34′ 48″ O | Medingen 43, Grabhügel          | Flachgewölbt, Durchmesser ca. 13 Meter und Höhe ca. 0,6 Meter. Oberfläche zerwühlt und die Kuppe durch Kopfstich gestört. | 32208190 | BW   |
| 53° 6′ 9″ N, 10° 34′ 39″ O  | Medingen 44, Grabhügel          | Kräftig gewölbt, Durchmesser ca. 10 Meter und Höhe ca. 0,6 Meter. Oberfläche unregelmäßig. | 32208191 | BW   |

## Seedorf
| Lage                        | Bezeichnung | Beschreibung                                                               | ID       | Bild |
| --------------------------- | ----------- | -------------------------------------------------------------------------- | -------- | ---- |
| 53° 4′ 43″ N, 10° 30′ 28″ O | Seedorf 2   | Markanter Rundhügel, Durchmesser ca. 11 Meter und Höhe von ca. 2,10 Meter. | 32209639 | BW   |
| 53° 4′ 33″ N, 10° 30′ 55″ O | Seedorf 7   |                                                                            | 32208192 | BW   |
| 53° 4′ 34″ N, 10° 30′ 17″ O | Seedorf 8   |                                                                            | 32208576 | BW   |